# تالكوت بارسونز
تالكوت بارسونز (بالإنجليزية: Talcott Parsons)‏ (13 ديسمبر 1902- 8 مايو 1979) عالم اجتماع أمريكي عمل في هيئة التدريس في جامعة هارفارد منذ العام 1927 حتى العام 1973.
وضع بارسونز نظرية عامة لدراسة المجتمع تسمى بـنظرية السلوك، استنادا إلى المبدأ المنهجي التطوعي ومبدأ المعرفية من الواقعية التحليلية. حاولت النظرية إنشاء توازن بين اثنين من التقاليد المنهجية الرئيسية: التقاليد النفعية-الوضعية والتقاليد التفسيرية-المثالية. بالنسبة لبارسونز، أنشأ المنهج التطوعي بديلاً ثالثًا بين هذين الاثنين. قدم بارسونز نظريات أخرى غير نظرية المجتمع، مثل نظرية التطور الاجتماعي وتفسير ملموس لـ «محركات» واتجاهات تاريخ العالم.
حلل بارسونز عمل إميل دوركهايم وفيلفريدو باريتو وقيم مساهماتهما من خلال نموذج العمل التطوعي. كان بارسونز مسؤولاً أيضًا إلى حد كبير عن إدخال وتفسير عمل ماكس ويبر إلى الجمهور الأمريكي. على الرغم من أنه كان يعتبر عموما عالمًا بنيويًا وظيفيًا، كتب بارسونز بشكل صريح في مقال له في أواخر حياته أن مصطلح «الوظيفية البنيوية» أو «الوظيفية» لم تكن مصطلحات ملائمة لوصف طابع نظريته.
بالنسبة لبارسونز، تعتبر «الهيكلية الوظيفية» مرحلة معينة في تطوير المنهجية للعلوم الاجتماعية، وتعتبر «الوظائفية» طريقة عالمية؛ لم يكن أي من المصطلحين اسما محددا لأي مدرسة. بنفس الطريقة، مفهوم «النظرية الكبرى» هو مصطلح ازدرائي، ولم يستخدمه بارسونز بنفسه قط.

## السيرة الذاتية
ولد تالكوت بارسونز في 13 ديسمبر 1902 في كولورادو سبرينغس، كولورادو. وهو ابن إدوارد سميث بارسونز (1863-1943) وماري أوغستا إنغرسول (1863-1949). درس والده في مدرسة اللاهوت في جامعة ييل قبل أن يُعيّن قسًّا أبرشيًا، خدم أولا كقسّ لمجموعة من الروّاد في غريلي (كولورادو) . وعند ميلاد بارسونز كان إدوارد سميث بارسونز أستاذًا للغة الإنجليزية في كلية كولورادو ونائب رئيس الكلية.
خلال خدمته الدينية في مدينة غريلي، أصبح إدوارد سميث بارسونز متعاطفاً مع حركة الإنجيل الاجتماعية ومع ذلك وبنفس الوقت كان يميل لعرض هذه القضية من ناحية لاهوتية عالية وكان معادياً للاشتراكية لكونها أيديولوجية مطلقة.، وأيضاً كان كل من إدوارد بارسونز وابنه تالكوت على اطلاع بعلم اللاهوت لجوناثان إدوارد وقد أصبح الأب فيما بعد رئيساً لكلية ماريتا في ولاية أوهايو. تعتبر عائلة بارسونز واحدة من أقدم العائلات في تاريخ أمريكا حيث كان بعض أسلافه أول من وصلوا من إنجلترا في النصف الأول من القرن السابع عشر. يتألف إرث عائلة بارسونز من سلالتين منفصلتين ومستقلتين بشكل مختلف وتعود جذور كل منهما إلى الأيام الأولى من أمريكا بل إلى أعماق التاريخ البريطاني. تعود الأسرة من جانب الأب إلى بارسونز من يورك بولاية ماين، أما من جانب الأم فكانت سلالة أنغرسول متصلة مع جوناثان إدواردز ومن إدوارد تكونت هناك سلالة بارسونز جديدة ومستقلة لأن ابنته الكبرى سارة تزوجت إليهو بارسونز في الحادي عشر من شهر يونيو سنة 1750م.

## الدراسات: كلية آمريست
كطالب في المرحلة الجامعية درس بارسونز علم الأحياء والاجتماع والفلسفة في كلية آمريست وحصل على درجة البكالوريوس في العام 1924م. أصبحت كلية آمريست كلية عائلة بارسونز بالتقليد حيث إن والده وعمه فرانك التحقا بها كما التحق بها أيضاً شقيقه الأكبر، في البداية كان بارسونز مولعًا بمهنة الطب فقد ألهمه في هذا التوجه شقيقه الأكبر تشارلز إدوارد بارسونز لذلك درس قدراً كبيراً من علم الأحياء وقضى فترة الصيف يعمل في معهد علوم المحيطات في معهد وودز هول لعلوم المحيطات بولاية ماساشوستس.
كان معلمو مادة الأحياء خلال دراسة بارسونز في آمريست هم أوتو جلاسر وهنري بلاو. وقد سخروا منه بلطف باسم «تالكوت الصغير، الطفل المدلل»، أصبح بارسونز واحدًا من القيادات الطلابية في آمريست. أخذ بارسونز أيضا دورات مع إلتون هاميلتون والفيلسوف كلارنس إدوين أيريس، كلاهما يعرف بـ«الاقتصادي المؤسساتي». عرضوا له أدب ثورستين فيبلين، جون ديوي، ووليام غراهام سمنر، من بين آخرين. أخذ بارسونز أيضا دورة مع جورج براون في فلسفة إيمانويل كانت، ودورة في الفلسفة الألمانية الحديثة مع أوتو مانثي-زورن، الذي كان مفسرًا كبيرًا لفلسفة كانت. أظهر بارسونز في وقت مبكر اهتمامًا كبيرًا في موضوع الفلسفة، الذي كان على الأرجح تبعًا لاهتمام والده الكبير باللاهوت الأمر الذي أثر عليه بشكل عميق اجتماعيًا، الأمر الذي يتناقض مع وجهة نظر معلميه.
بقيت ورقتا بحث كتبها بارسونز كطالب في صف كلارنس أيريس ضمن منهج الفلسفة الثالث في آمريست. يشار إليها على أنها أوراق آمريست، ولاقت اهتمامًا كبيرًا من طلاب بارسونز. كتبت الأولى يوم 19 ديسمبر 1922 وسُمّيت "نظرية السلوك البشري في جوانبه الفردية والاجتماعية". ." وتمت كتابة ورقة المصطلح الثانية يوم 27 مارس 1923 وسميت "المفهوم السلوكي لطبيعة الأخلاق." وتكشف الأوراق في جزء منها عن ولع بارسونز المبكرة في المسائل الاجتماعية التطورية. كما كشفت أوراق أمهرست أن بارسونز لم يتفق مع المعلمين المؤسسين له، حيث لأنه كتب في أبحاث آمريست أن التطور التكنولوجي والتقدم الأخلاقي نوعان من العمليات التجريبية المستقلة هيكليًا.

## تعليمه: كلية لندن للدراسات الاقتصادية
بعد أن أنهى دراسته في آمريست، درس في كلية لندن للدراسات الاقتصادية لمدة عام، حيث تعرف على أعمال آر. إتش. تاوني، برونيسلاف مالينوفسكي، وليونارد تريلاوني هوبهاوس. كوّن خلال أيامه في كلية لندن للدراسات الاقتصادية صداقات مع إي. إي. إيفانز- بريتشارد، ماير فورتيس، وريمونث فيرث الذين شاركوا جميعا في ندوة مالينوفسكي، بالإضافة إلى أنه كوّن صداقة شخصية وثيقة مع آرثر وايفلين بيرنز.
أثناء دراسته في كلية لندن للاقتصاد التقى طالبة أمريكية تُدعى هيلين بانكروفت ووكر، التي تزوجها في 30 أبريل 1927 وأنجب منها ثلاثة أطفال؛ آن وتشارلز وسوزان، وقد صار لهما لاحقا أربعة أحفاد. وُلد والد هيلين في كندا ولكنه كان قد انتقل للعيش في بوسطن وأصبح بعد فترة مواطنًا أمريكيًا.

## تعليمه: جامعة هايدلبيرغ
حصل بارسونز على الدكتوراه من جامعة هايدلبيرغ في علوم الاجتماع والاقتصاد. وفي الفترة التي قضاها في هايدلبيرغ عمل بارسونز مع آلفرد ويبر (شقيق ماكس ويبر) ومع إيدجر سالن (الذي كان مستشاراً لأطروحته)، وأيضا مع إيميل ليدرار وكارل مانهايم، وبالإضافة إلى ذلك تم اختباره في أعمال إيمانويل كانت «نقد المنطق الصرف»، من قبل الفيلسوف كارل جاسبرز. وفي هايدلبيرغ تم اختبار بارسونز من قبل ويلي إندرياس في موضوع الثورة الفرنسية. كتب بارسونز رسالة الدكتوراه في الفلسفة بعنوان «مفهوم الرأسمالية في الأدب الألماني الحديث» مع تركيزه على أعمال وارنر سومبارت وماكس ويبر. وكان جلياً من مناقشته أنه رفض آراء سومبارت شبه المثالية وكان يميل لمحاولة ويبر الموازنة بين منهج «المثالية» والتاريخية” و«الكانتية-الجديدة».
كان اللقاء الأكثر أهمية لبارسونز في هايدلبيرغ لقاؤه ماكس ويبر واطلاعه على أعماله، الذي لم يسبق وأن سمع عنه قبل وصوله إلى هايدلبيرغ. فقد أصبح ويبر بالغ الأهمية لبارسونز باعتبار ثقافته الناشئة في بيئة دينية ومتحررة في آن واحد، السؤال عن دور الثقافة والدين في العمليات الأساسية من تاريخ العالم كان لغزاً محيراً له وثابتاً في ذهنه. وكان ويبر الباحث الأول الذي قدم لبارسونز «جواباً» نظرياً مقنعاً على هذا السؤال، فأصبح بارسونز مندمجاً في القراءة من ويبر إلى أقصى حد ممكن.
قرر بارسونز من ضمن أشياء أخرى أنه يرغب في ترجمة عمل ويبر إلى اللغة الإنجليزية فتكلم مع ماريان ويبر، زوجة ماكس ويبر حول هذا الموضوع وأنه ينوي ترجمة العديد من أعمال ويبر إلى اللغة الإنجليزية. . في أثناء وجوده في مدينة هايدلبيرغ الألمانية تمت دعوته من قبل ماريان ويبر إلى «حفلات الشاي الاجتماعية»، وهي عبارة عن اجتماعات لمجموعة الدراسة تعقدها ماريان بالمكتبة في شقة ماكس ويبر القديمة.
أحد الطلاب الذين التقاهم بارسونز في هايدلبيرغ والذي شاركه حماسه لـ ويبر هو ألكسندر فون شلتينغ وهو الذي نشر عنه بارسونز مقالة مراجعة في عمل فون شلتينغ عن ويبر. . بشكل عام، بارسونز كان يقرأ على نطاق واسع الأدب الديني وبخاصة الأعمال التي تركز على علم الاجتماع الديني. أحد العلماء الذين أصبحوا ذوي أهمية بالنسبة لبارسونز في هذا المجال هو إرنست تروتش (1865-1923). كان بارسونز أيضا يقرأ بتوسع في موضوع الكالفينية كما أن قراءته تضمنت عمل إميل دوميرك، يوجين تشويسي وهنري هاوزر.
يوجين شويزي وهنري هاوزر.

## مدرس في قسم الاقتصاد بجامعة هارفارد 1927
في عام 1927م وبعد عام من التدريس في كلية آمريست (1026-1927) انضم بارسونز إلى جامعة هارفارد كمحاضر في قسم الاقتصاد، حيث تابع محاضرات فرانك ويليام توسيج المتعلقة بعالم الاقتصاد الشهير ألفريد مارشال Alfred Marshall، وأصبح صديقاَ للمؤرخ الاقتصادي إدوين غايEdwin Gay مؤسس كلية هارفارد للأعمال. كما أصبح بارسونز صديقًا مقربًا من جوزيف شومبيترJoseph Schumpeter وتابع دراساته في «الاقتصاد العام». كان بارسونز على خلاف مع بعض الاتجاهات السائدة في قسم الاقتصاد بجامعة هارفارد حيث كانت تميل إلى الناحية الرياضية الحسابية عالية التقنية، لذا بحث بارسونز عن خيارات أخرى وقدم دورات في «الأخلاقيات الاجتماعية» و«علم الاجتماع الديني». وعلى الرغم من أن بارسونز دخل هارفارد من خلال قسم الاقتصاد إلا أنه لم يهدف إلى أن يصبح اقتصادياً، كل أنشطته واهتماماته الفكرية دفعت به نحو علم الاجتماع على الرغم من أن جامعة هارفارد لم يكن لديها قسم علم اجتماع في تلك الفترة. ولكن كانت الجامعة تفكر في تأسيس هذا القسم، فقام بارسونز بإبراز نفسه بطرق مختلفة من خلال التزامه بالكتابة والتدريس حتى يكون مستعدا للانضمام إلى قسم علم الاجتماع حالما يُؤْسَس. على عكس الأسطورة الشائعة فإن بارسونز لم يُجبر على ترك قسم الاقتصاد، بل إن خروجه كان قراراً طوعياً ومدروساً.

## أول قسم علم اجتماع في هارفارد 1931
حانت الفرصة لانتقال بارسونز إلى علم الاجتماع عام 1931م حينما تم إنشاء أول قسم علم اجتماع في هارفارد على يد العالم الروسي بيتيرين سوروكين Pitirim Sorokin الذي هرب من الثورة الروسية وهاجر إلى أمريكا عام 1923م. أصبح بارسونز من المحاضرين الجدد في القسم بالإضافة إلى كارل جوسلين. وخلال هذه الفترة أنشأ بارسونز علاقة وطيدة مع عالم الكيمياء الحيوية وعلم الاجتماع لورنس جوزيف هيندرسون Lawrence Joseph Henderson الذي اهتم شخصيا بعمل بارسونز في هارفارد. أصبح بارسونز جزءًا من مجموعة الدراسة الشهيرة (فيلفريدو باريتو Vilfredo Pareto) التي شارك فيها الكثير من مثقفي ومفكري هارفارد ومنهم كرين برينتون وجورج هومنز وتشارلز كيرتس. كتب بارسونز مقالة عن نظرية باريتو  وبعدها أوضح أنه اتخذ مفهوم «النظام الاجتماعي» من خلال قراءته لباريتو. أيضا كوّن بارسونز علاقة قوية مع مثقفين بارزين آخرين ممن امتدت علاقتهم به لسنين، أحدهما كان عالم الاقتصاد فرانك نايت Frank H. Knight والآخر كان تشيستر برنارد Chester I. Barnard وهو أحد أكثر رجال الأعمال تأثيراً في أمريكا في ذلك الوقت. سرعان ما تدهورت العلاقة بين بارسونز وسوروكين لعدة أسباب منها كراهية سوروكين العميقة للحضارة الأميركية، والتي اعتبرها ثقافة مدركة بالحواس في طريقها للانحدار. كما أن كتابات سوروكين في السنوات الأخيرة من حياته أصبحت معارضة للعلماء فاتسعت الهوة بينه وبين بارسونز وتحول مجتمع علم الاجتماع الأميركي ضده، كما مال سوروكين إلى التقليل من شأن اتجاهات علم الاجتماع الأخرى المختلفة عن كتاباته الخاصة، وفي عام 1934 أصبح تقبل سوروكين في أوساط هارفارد سلبياً جداً.
في سنته الأولى بقسم علم الاجتماع، كان من أشهر طلاب بارسونز: روبن ويليام، روبرت ميرتون، كينغسلي دايفز، ويلبرت موري، إدوارد سي ديفِريوكس، لوغان ويلسون، نيكولاس ديميرِث، جون رايلي، وماثيلدا وايت رايلي. بعد ذلك أتت أفواج كان من ضمنها: هاري جونسون، بيرنارد باربر، ماريون ليفي، وجيسي آر بِيتس.
أسّس بارسونز -برغبة من طلابه- مجموعة دراسة غير رسمية استمرّت عامًـا بعد عام في منزل آدم، كان منظّر الأنظمة الألمانية نيكولاس ليمان ممن حضرها في سنوات بارسونز الأخيرة مهنيًا.
وفي عام 1932، اشترى بارسونز مزرعته الشهيرة في «نيو هامبشير» بمبلغ 2500 دولار. كانت المزرعة في منطقة خشبية (من كثرة الأشجار)، بالقرب من بلدة صغيرة تُدعى «آكوورث». وعلى الرغم من ذلك، كثيرًا ما كان يدعوها بارسونز «مزرعة آلستيد» حينما يذكرها في كتاباته. لم تكن تلك المزرعة بالكبيرة، ولكنها كانت خلّابة بالفعل، كان بناؤها متواضعًا جدًا يكاد يخلو من الكماليّات الحديثة. أضحَت تلك المزرعة أساسًا في حياة بارسونز، حيث إنّ كثيرًا من أعماله تُنجز وتُكتب في سلام تلك المزرعة وهدوئها.
في ربيع عام 1933 كتبت سوزان كينجسبيري -رائدة حقوق المرأة في أمريكا- إلى بارسونز مقدمةً إليه عرضًا بأن يتولى منصباً في برن مار ولكن بارسونز رفض العرض وعزا ذلك حسب ما كتب إلى كينجسبيري أن المنصب ولا الراتب ليسا أعلى مما ينعم به هنا. في العام الدراسي 1939-1940 عقد تالكوت بارسونز وجوزيف شومبيتر حلقة دراسية غير رسمية في هارفارد وعقدت في قاعة إيمرسون ونوقش فيها مفهوم العقلانية. من بين المشاركين في الحلقة الدراسية د.ف ماكجرينهام وأبرام برجسون وواسيلى لينوتيف وجوتفرايد هابلرر وبول سويزي. شارك شومبيتر في الحلقة الدراسية بمقال «العقلانية في الاقتصاديات» وقدم بارسونز للنقاش العام ورقة بعنوان «دور العقلانية في الحراك الاجتماعي» واقترح شومبيتر أن يقوم هو وبارسونز بكتابة أو تحرير كتاب سوياً يكون موضوعه عن العقلانية ولكن المشروع لم يتم أبداً.

## الاقتصاديات الكلاسيكية الحديثة مقابل المؤسساتيين
حاول بارسونز السير على خطىً ثابتة في المناقشة السائدة بين الاقتصاديات الكلاسيكية الحديثة وبين المؤسساتيين، التي كانت واحدة من الصراعات التي سادت في مجال الاقتصاد في نهاية العشرينيات وبداية ثلاثينيات القرن الماضي. كان بارسونز من الأساس ناقداً جداً للنظرية الكلاسيكية الحديثة، وكان هذا موقفه الذي تبناه طوال حياته وانعكس على نقده لـ ميلتون فريدمان وغاري بيكر. كان معارضاً الانحياز إلى النفعية في إطار المنهج الكلاسيكي الحديث، ليس بالشكل الذي ينتقص من كل ما قد قيل ولكن المغزى أنه لا يمكن شمولها كلها تماماً.
على الرغم من ذلك، كان متفقاً بشكلٍ عام (أو على الأقل إلى حدٍ ما) مع أساليبهم النظرية والمنهجية (التي ينبغي أن تكون متميزة من فحواها). ولنفس الأسباب (ولأسباب أخرى إضافية) لم يكن بارسونز متقبلاً حلول المؤسساتيين. ذكر بارسونز في مقابلة ما خلال حياته محادثته عن الموقف المنهجي للمؤسساتيين مع جوزيف شومبيتر، على النحو الآتي: "بالنسبة لرجل اقتصاد مثل شومبيتر لم يكن لديه أي شيء من ذلك. أنا أتذكر حديثي معه عن المشكلة و... أعتقد أن شومبيتر كان على حق. لو كان الاقتصاد قد انحاز لتلك الطريق [طريقة المؤسساتيين] كان يجب أن يكون الانضباط على أساسٍ تجريبي وصفي إلى حدٍ بعيد، ومن دون التركيز النظري. هذه هي الطريقة التي يريدها "المؤسساتيون". وبالتأكيد أن ميتشل (ويزلي ميتشل) كان منتسباً لتلك الحركة."."

## العودة إلى ألمانيا والصراع ضد النازية
عاد بارسونز إلى ألمانيا في صيف 1930 وأصبح شاهد عيان مباشر للأجواء المسببة للهلع في واينمر ألمانيا أثناء سعي الحزب النازي للسلطة. تلقى بارسونز في الفترة اللاحقة تقارير باستمرار عن الصعود النازي عبر صديقه إدوارد واي هارتشهورن الذي كان يتجول في ألمانيا. بدأ بارسونز في أواخر 1930 بتحذير الشعب الأمريكي من التهديد النازي: وكان هذا ليس بالأمر السهل حيث كانت أمريكا في تلك الأيام انعزالية بدرجة أولى.
إحدى أوائل المقالات التي كتبها بارسونز في هذا الصدد كانت بعنوان: «عصر جديد مظلم نرى فيه ما لو فاز النازيون.» كما أصبح بارسونز أحد المبادرين الرئيسيين في لجنة الدفاع في جامعة هارفارد، وهي منظمة تهدف إلى حشد الرأي العام الأميركي ضد النازيين فكان صوته يسمع مرارا وتكرارا على محطات الإذاعة المحلية في بوسطن كجزء من هذه الحملة. تحدث بارسونز أيضاً ضد النازية خلال لقاء دراماتيكي في الحرم الجامعي في جامعة هارفارد الذي انزعج منه ناشطو الانعزالية. كانت محاربة الانعزالية في تلك الأيام مهمة صعبة للغاية منذ أن أظهرت استطلاعات بأن 91 بالمئة من السكان لم تكن لديهم الرغبة في شن الحرب من أجل قضية الحلفاء. حشد بارسونز مع طالب الدراسات العليا تشارلز بورتر طلاب الدراسات العليا في جامعة هارفارد وذلك للمجهود الحربي. (أصبح بورتر لاحقاً عضوا في الكونغرس الأميركي كمرشح ديموقراطي من المنتخبين في ولاية أوريغون). أجرى بارسونز خلال الحرب دراسة خاصة في جامعة هارفارد، حلل فيها أسباب نشوء النازية وشارك فيها كبار الخبراء في الموضوع.

## في أربعينيات القرن العشرين 1940: الحرب العالمية الثانية وجامعة هارفارد للإدارة في الخارج
في ربيع عام 1941 بدأت مجموعة بالاجتماع في جامعة هارفارد لمناقشة قضيه اليابان، وكانت مكونة من خمسة أعضاء أساسيين وهم تالكوت بارسونز، جون ك. فيربانك، إدوين و. رايشاور، وليام مايكل ماكغوفرن وماريون ليفي الابن. وكانت تنضم لهم أحياناً مجموعة أخرى تضم لي سونغ (منظمة العفو الدولية لي سونغ شين) وإدوارد ي. هارتشورن. وازدادت لدى المجموعة الرغبة القوية في فهم اليابان التي تعتبر قوة الشرق العظمى وكيف نمت بشكل هائل (بينما في نفس الوقت متحالفة مع ألمانيا النازية منذ نوفمبر 1936م) ولكن كما اعترف ليفي بصراحة "كان رايشاور الشخص الوحيد الذي يعرف أي شيء في اليابان
احتلت مهمة تقصّي الأدبيات ذات الصلة في كل من أوروبا وآسيا لكلية هارفارد وإدارة (المنظمات العلمية التابعة للأكاديميات الخارجية) قدرا كبيرا من وقت بارسونز وأرهقت ذهنه. وكان أحد العلماء قد جاء بارسونز وقد تعرف في فترة عمله على كارل أغسطس وويت فوجل وقد تناقش معهم ماكس فيبر ومنهم من قال إنه طلب منه إلقاء محاضرة في المنظمات العلمية التابعة للأكاديميات بشأن مسألة الصين، التي أيضا كانت تُدرس في المدرسة، تلقى بارسونز المعلومات الأساسية من باحثة صينية في منظمة العفو الدولية ليثيوم سونغ تشين وزوجها روبرت تشين. وكان آخر باحث صيني يعمل بشكل وثيق مع بارسونز خلال تلك الفترة في (المنظمات العلمية التابعة للأكاديميات) هسياو تونغ فاي (كتب أيضا: شياوتونغ) (1910-2005) الذي كان قد درس في كلية لندن للاقتصاد وكان خبيرا في البنية الاجتماعية للقرية الصينية.

## أربعينيات القرن العشرين: التبادل الفكري مع شوتز وفوغلين ودود ومناظرات أخرى
التقى بارسونز ألفريد شوتز خلال ندوة العقلانية، التي أجراها بالاشتراك مع جوزيف شومبيتر في جامعة هارفارد في ربيع عام 1940. وقد كان شوتز مقربًا من إدموند هوسرل وكان مهتما في فلسفته الظواهرية . شوتز الذي كان قد ولد في فيينا وانتقل إلى الولايات المتحدة عام 1939 ولسنوات عمل على مشروع تطوير علم الاجتماع الظواهر، يستند في المقام الأول على محاولة للعثور على بعض القواسم المشتركة بين أسلوب هوسرل وعلم الاجتماع لويبر . وكان بارسونز قد طلب من شوتز تقديم عرض في الندوة العقلانية، وهو ما فعله في 13 أبريل 1940 وتناول بارسونز وشوتز الغداء معا بعد ذلك. وقد كان شوتز مأخوذًا بنظرية بارسونز، التي اعتبرها حالة من الفن للنظرية الاجتماعية وكتب تقييما للنظرية وكتب لبارسونز يطلب منه التعليق على التقييم. مما أدى إلى مراسلات مكثفة وقصيرة، كشفت بشكل عام أن الفجوة بين الظواهر الاجتماعية لشوتز ومفهوم بارسونز للعمل التطوعي كانت كبيرة جدا. . من وجهة نظر بارسونز فإن موقف شوتز كان متحيزا جدا وذاتيًا في طبيعته وقال إنه يرى أن شوتز فيلسوف في الأصل، يميل إلى اختزال العمليات الاجتماعية وإلى وعي بخبرات الحياة. أما بالنسبة لبارسونز فإن الإطار المميز لحياة الإنسان هو العمل كمحفز للتغيير التاريخي. كما أن بارسونز يرى أن علم الاجتماع ينبغي أن يولي اهتماما كبيرا لذاتية العمل كعنصر ولكن من دون أن ينحصر تماما في ذلك، لأن الغرض من العلم هو شرح العلاقات السببية، سواء من خلال قوانين الحماية أو أي نوع آخر من الأساليب التفسيرية. وكانت حجة شوتز الأساسية أن علم الاجتماع وحده لا يمكن أن يكون موضوع نقاش وأن نظرية المعرفة ليست ترفا بل ضرورة للعالم الاجتماعي.
وافق بارسونز لكنه شدد على ضرورة الواقعية في تعيين قواعد للعلوم والفلسفة ولذلك أصر أن يؤسس مخطط المفاهيم لبناء نظرية تجريبية حيث لا يجب أن تهدف إلى حل مطلق ولكن الحاجة إلى أن يكون هنالك رصيد معرفي معقول في كل نقطة وبالوقت المناسب. ومع ذلك، ليس هناك شك في أن هذين الرجلين يتشاركان العديد من الافتراضات الأساسية حول طبيعة النظرية الاجتماعية، التي جعلت النقاش يحتدم في ذلك الحين. . بطلب من السيدة إلس شوتز (Ilse Schutz) بعد وفاة زوجها، أعطى بارسونز في 23 يوليو 1971 الإذن لنشر المراسلات التي كانت بينه وبين شوتز. كما كتب بارسونز «منظور 1974 الرجعي» إلى المراسلات، حيث ميَّز موقعه بـ «وجهة نظر كانتيان» مازالت أجد شوتز لديه اعتماد قوي على«الحد من الظواهر» لهوسرل حيث من شأنه أن يجعل من الصعب جدا الوصول إلى هذا النوع من «مخطط المفاهيم»، التي وجدها بارسونز أساسية لبناء نظرية في العلوم الاجتماعية .
وفيما بين 1940 و1943 تبادل كل من بارسونز وإريك فوغلين (1901-1985) الآراء الفكرية من خلال الرسائل. . وربما يكون بارسونز قد قابل فوغلين مابين عامي (1938-1939) عندما كان فوغلين محاضرًا مؤقتًا في هارفارد. كانت النقطة المرجعية لحواراتهم تدور حول مخطوطة بارسونز عن معاداة السامية وغيرها من الموضوعات التي أرسلها بارسونز إلى فوغلين. تطرقت المحادثة إلى ما توحي به تفسيرات ماكس ويبر للأخلاقيات البروتستانية وأثر الكالفينية على التاريخ الحديث. وعلى الرغم من أن كلا العالمين اتفقا على الكثير من الخصائص الأساسية للكالفينية، كان مفهومهما عن تاريخها مختلفا. وبشكل عام اعتبر فوغلين أن الكالفينية بالأساس آيديولوجية شمولية خطيرة. جادل بارسونز بأن هذه الخصائص وقتية وبأن آثارها طويلة المدى التي ولدت نظامًا من القيم وكانت ثورية لم تكون سوى أثر سلبي عند قيام مؤسسات الحداثة.
ناقش الباحثان أيضا مُناظرة بارسونز مع ألفرد شوتز وبالأخص سبب إنهاء بارسونز اجتماعه بشوتز. اكتشف بارسونز أنه بدلاً من مُحاولة بناء نظرية في العلوم الاجتماعية انهمك شوتز في المسائل الفلسفية الثانوية. وفي هذا الصدد كتب بارسونز إلى فوغلين: "تكمن أحد مشاكلي في النقاش مع شوتز في حقيقة أني من ناحية التراث الثقافي أنتمي للكالفينية. لا أريد أن أكون فيلسوفا فأنا ابتعد عن المشاكل الفلسفية المضمنة في إنجازاتي العلمية. وعلى هذا المنوال لا أعتقد أنه يريد أن يصبح عالما، بحسب فهمي للمصطلح، لحين تسوية جميع المشاكل الفلسفية الكامنة. فلو اقتدى علماء الفيزياء في القرن السابع عشر بشوتز فلربما لم يكن هناك وجود لشيء يدعى نظام نيوتن".."
في 1942 نشر ستيورت سي دود ورقة مهمة تُدعى أبعاد المجتمع، حاول فيها بناء نظرية عامة للمجتمع مبنية على التأطيرات الرياضية والكمية للعلوم الاجتماعية. وعلى وجه التحديد، قدم دود منهجاً يدعى «نظرية - إس». ناقش بارسونز الخطوط العامة لنظرية دود في مقالة دورية في نفس العام. . اعترف بارسونز أن إسهامات دود تعتبر استثنائية إلى حد بعيد، ولكنه عارضها في اعتبارها فرضية تقدم نموذجًا عامًا للعلوم الاجتماعية. وبشكل عام جادل بارسونز بأن «نظرية - إس» لـ دود، التي تتضمن ما يُدعى بنظام بوغاردوس «للمسافة الاجتماعية»، كانت غير قادرة على بناء مصفوفة نظرية دقيقة ومنظمة بشكل كاف بالمقارنة مع المنهج التقليدي الذي تطور حول الخطوط العريضة لأعمال ماكس ويبر، وفيلفيردو باريتو، وإيميل دوركهايم وسيجموند فرويد وويليام إسحاق توماس، وغيرهم من الداعين إلى منهج النظام العملي الذي يتبنى حوارًا أكثر وضوحًا مع الأبعاد الثقافية والتحفيزية للتفاعل الإنساني.
في شهر أبريل/نيسان من عام 1944م، شارك بارسونز في مؤتمر (ألمانيا بعد الحرب) الذي كان مؤتمراً للأطباء النفسيين في منحى التحليل النفسي وعدد قليل من علماء الاجتماع، وكان هدفهم تحليل أسباب النازية ومناقشة المبادئ للعمل القادم . في أثناء المؤتمر عارض پارسونز ما رآه اختزالًا في آراء الدكتور لورانس إس كوبي.
كان الدكتور لورانس إس كوبي أخصائي تحليل نفسي جادل بقوة بخصوص أن الشخصية الوطنية الألمانية كانت «تخريبية» تمامًا وأنه سيكون من الضروري لوكالة خاصة من الأمم المتحدة أن تتحكم بالنظام التعليمي الألماني مباشرةً. قام بارسونز والعديد من المشاركين في المؤتمر بمعارضة فكرة الدكتور كوبي بشدة. وناقش بارسونز بأن مثل هذه الفكرة ستفشل حتماً، وقام بالإشارة إلى أن الدكتور كوبي قام باستعراض فكرة إعادة التوجيه لألمانيا «محصورًا ضمن مصطلحات التحليل النفسي فقط». كان بارسونز أيضاً معارضاً لفكرة مورغنثاو، التي تم بثها في سبتمبر من عام 1944م. بعد المؤتمر قام بارسونز بكتابة مقالة عنوانها «مشكلة التحكم بالتغيير المؤسسي» التي كانت صممها كمعارضة وجدال لخطة مورغنثاو . شارك بارسونز كمستشار بدوام جزئي في وكالة الإدارة الاقتصادية الخارجية بين شهري مارس وأكتوبر من عام 1945م، حيث قام بالمشاركة في النقاشات حول التعويضات وإعادة الإحياء بعد الحرب .
في عام 1945م تم انتخابه للزمالة في الأكاديمية الأمريكية للفنون .

## بارسونز مسؤولاً في هارفارد
مع بداية عام 1944 تغير وضع بارسونز في جامعة هارفارد بصورة كبيرة حينما تلقى عرضاً جيداً من جامعة نورث ويسترن وكان رد فعل هارفارد على هذا العرض بأن قامت بتعيين بارسونز رئيساً للقسم وترقيته إلى أستاذ ووافقت الجامعة على إعادة تنظيم القسم، تلك العملية التي من شأنها أن تفضي إلى قسم جديد للعلاقات الاجتماعية، ويظهر خطاب بارسونز إلى العميد بول باك في 3 أبريل 1944 النقطة الملحة في تلك اللحظة، وعلى أثر التغيرات التي جرت في هارفارد رفض بارسونز عرضاً مقدماُ من وليام لانجر للالتحاق بمكتب الخدمات الاستراتيجية وينصّ عرض لانجر إلى بارسونز على أن يتبع الجيش الأمريكي في الزحف إلى ألمانيا وأن يعمل مستشاراُ سياسياُ لإدارة الأراضي المحتلة. وفي أواخر عام 1944 وتحت إشراف مجلس مجتمع كامبريدج قاد بارسونز مشروعًا مع إليزالبيث شليزينجر. قاما بالتحقيق في التوترات العرقية والعنصرية في منطقة بوسطن بين طلاب من كلية رادكليف وآخرين من كلية وليسلي كانت تلك الدراسة كرد فعل على تصاعد «معاداة السامية» في منطقة بوسطن التي بدأت مع بداية عام 1943 وحتى عام 1944. في نهاية نوفمبر 1946 طلب مجلس البحث الاجتماعي من بارسونز أن يكتب تقريرا شاملا تحت عنوان «كيف للعلوم الاجتماعية أن تساهم في فهم العالم الحديث»، وثار جدل حول ما إذا كان يجب دمج العلوم الاجتماعية في مؤسسة العلم الوطني أم لا .أصبح تقرير بارسونز في شكل مذكرة مطولة تسمى «العلم الاجتماعي: مورد وطني أساسي» وأصبح متاحاً في يوليو 1948 وظلت شهادة تاريخية ذات أثر لرؤية تالكوت بارسونز لدور العلوم الاجتماعية الحديثة.

## مركز الأبحاث الروسي في هارفارد
أصبح بارسونز عضوا في اللجنة التنفيذية لمركز الأبحاث الروسي الذي أنشأ في هارفارد عام 1948م وكان يديره زميله وصديقه المقرب كلايد كلوكهون. في صيف 1948 ذهب بارسونز إلى ألمانيا التي احتلها الحلفاء حيث كان بمثابة أداة اتصال باسم مركز الأبحاث الروسي الذي كان مهتما باللاجئين الروسيين الذين انقطعت بهم السبل في ألمانيا. ومن بين الأشخاص الذين قابلهم بارسونز في ألمانيا بعض أعضاء جيش فالسوف وهو جيش الحرية الروسي ضد السوفييت الذي تعاون مع الألمان خلال الحرب. وسميت حركة التحرير هذه نسبة لأندري فلاسوف الذي كان جنرالاً سوفييتيًا وقبض عليه الألمان في يونيو 1942م. اعتُبر مذهب حركة فلاسوف هجينًا من العوامل ولكن سميت «شيوعية بدون ستالين» على الرغم من أنه في بارغ مانيفيستو (1944م) اتجه الفلاسوفيون نحو نظام دولة ليبرالية دستورية. بينما في ألمانيا كتب بارسونز في صيف 1948م عدة خطابات لكلوكهون لإبلاغه عن تحقيقاته الاستخباراتية.

## مناهضة الشيوعية
كان قتال بارسونز ضد الشيوعية امتدادا طبيعيا لكفاحه ضد الفاشية في 1930 و1940. بالنسبة لبارسونز، كانت الشيوعية والفاشية وجهان لعملة واحدة؛ كلاهما يمثل ما قاله بارسونز في مناقشة له في مقاله «مخطط مبدئي من القيم الأمريكية» (بستوم، 1989)) تدعى الأنواع الجماعية لـ«النهائية التجريبية» الذي يعتقد بأنه «مرآة» العلمانية لأنواع التدين «الإنقاذي». في المقابل، يؤكد بارسونز أن القيم الأميركية استندت بشكل عام على مبدأ «النشاط الفعال»، والذي يعتقد أنه نتيجة التحفظ والتزمت باعتبارها عملية تاريخية. إنها تمثل ما يسميه بارسونز «الزهد الدنيوي» وبهذه الصفة، فإنها تمثل مبدأ النقيض المطلق من النهائية التجريبية. بل أيضا في هذا الجانب يجب علينا فهم كلام بارسونز في أواخر حياته بأن أكبر تهديد للجنس البشري هو «الأصولية» في أي شكل من أشكالها. . باستخدام مصطلح «النهائية التجريبية» انطوى بارسونز على نوع من المطالبة تقدره الجهات الثقافية والأيديولوجية إلى الغايات الصحيحة أو «النهائية» من بين أنماط معينة من القيم التوجهية في العالم التاريخي الفعلي (مثل مفهوم «مجتمع عادل حقا») الذي كان مستبدًا و«لا يقبل الجدال» في طريقة الإعلان وفي وظيفته بوصفه النظام الصادق.
على سبيل المثال، كان سلوك اليعقوبيين خلال الثورة الفرنسية مثالا نموذجيا لـ«اللانهائية التجريبية». كان رفض بارسونز للشيوعية والفاشية الشمولية على حد سواء نظريا وفكريا جزءًا لا يتجزأ من نظريته في تاريخ العالم، حيث يميل بارسونز إلى اعتبار الإصلاح الأوروبي بوصفه الحدث الأكثر أهمية في تاريخ العالم «الحديث» وحيث إنه يعتبر مثل ماكس ويبر  يميل لتسليط الضوء على التأثير الحاسم من التدين الكالفيني في العمليات الاجتماعية والسياسية والاقتصادية والاجتماعية، والتي أعقبت؛ ; حفاظ بارسونز على هذا التطور الذي توصل إلى شكله الأكثر راديكالية في إنجلترا خلال القرن السابع عشر، وقدم تأثير ولادة وضع ثقافي خاصة، التي اتسمت به أمريكا (الولايات المتحدة) نظام القيم والتاريخ منذ ذلك الحين. على الرغم من أنه لم يكن مقصودًا، نظام إيمان الكالفينية، وعلى الرغم من الاستبدادية في البداية، أصدرت الآثار المؤسسية على المدى الطويل ثورة الديمقراطية الأساسية في العالم؛; ثورة حافظ عليها بارسونز كانت تتكشف باطراد كجزء من تداخل القيم البروتستانتية في العالم بأسره. .
دافع بارسونز عن فكرة الاستثنائية الأميركية، وقال إنه بسبب مجموعة متنوعة من الظروف التاريخية، وتأثير الإصلاح قد وصلت أمريكا إلى كثافة معينة في تاريخ بريطانيا العظمى. البروتستانتي، الكالفيني أساسا، قيمة الأنماط أصبحت مؤسسيا ضمن الوضع الداخلي هناك. كانت النتيجة انعكاس التطرف البروتستانتي على التطرف الديني من الطوائف البيوريتانية، في قصيدة جون ميلتون، في الحرب الأهلية الإنجليزية، وفي عملية التوصل إلى الزعيم في الثورة المجيدة في عام 1688. كان الاندفاع المتطرف للثورة البروتستانتية التي جلبت المستوطنين في بداية القرن السابع عشر في أمريكا الاستعمارية، والمتشددون الذين استقروا في أمريكا مثلوا الجناح المتطرف مع احترام الأفراد الصالحين، المساواة والتشكك تجاه قوة الدولة والتعصب في الدعوة الدينية. أنشأ هؤلاء المستوطنين شيئًا فريدًا من نوعه في العالم، في ظل التعصب الديني للقيم الكالفينية.
ولذلك ولدت أمة جديدة، أصبح طابعها واضحا في وقت الثورة الأمريكية وفي الدستور الأمريكي لعام 1787، ودرس ألكسيس دي توكوفيل فعاليتها المستمرة لاحقا. . كانت الثورة الفرنسية محاولة لنسخ النموذج الأمريكي، ولكنها عملية فشلت في جوهرها. على الرغم من أن أمريكا قد تغيرت في التركيبة الاجتماعية منذ عام 1787، قال بارسونز إنها حافظت على النمط القيمي \ نمط القيمة الكالفيني الثوري الأساسي. وقد ساد هذا التطور أكثر في تعددية أمريكا وتفردها الشديد مع مجتمعها المدني الكثيف والموجه بالشبكة، وهو أمر ذو أهمية حاسمة لنجاح أمريكا، وقدمت هذه العوامل للولايات المتحدة القيادة التاريخية في العملية الصناعية.
وأكد بارسونز أن هذا الزخم استمر لوضع الولايات المتحدة في موقع الريادة في العالم، ولكن كعملية تاريخية وليس في "طبيعة الأمور". رأى بارسونز "الميزة الخاصة جدا للعالم الاجتماعي الغربي الحديث" بأنها "معتمدة على الظروف الخاصة بتاريخها، وليس على النتيجة الشاملة اللازمة للتنمية الاجتماعية ككل". ."

## المدافع عن الحداثة
على نقيض بعض "المتطرفين"، كان بارسونز مدافعا عن الحداثة. . وكان يعتقد أن الحضارة الحديثة مع التكنولوجيا والمؤسسات المتطورة باستمرار كانت قوية ونابضة بالحياة وتدريجية بالأساس. وأقر بأن مستقبل البشرية بلا ضمانات جوهرية ولكن في الوقت نفسه، كما قال روبرت هولتون وبريان تيرنر، لم يكن بارسونز يحن للماضي: : لم يؤمن بالماضي كخسارة "العصر الذهبي"، لكنه يؤمن بدلا من ذلك بأن الحداثة قد حسنت عموما ظروف البشر، معترفا في كثير من الأحيان بطرق مزعجة ومؤلمة، ولكن في الجملة فقد تحسنت أوضاع البشر عموما. وبهذه الطريقة كان يؤمن بالبشر بلا سذاجة ولكنه أيضًا كان يؤمن بإمكانيات البشر. وعندما سئل في مدرسة براون في عام 1973، عمّا إذا كان متفائلا بشأن المستقبل، أجاب: "أوه، أعتقد أنني متفائل أساسا حول إمكانات البشر في المدى الطويل." أشار بارسونز إلى أنه كان طالبا في هايدلبرغ في ذروة رواج أوزوالد شبنغلر مؤلف كتاب Der Untergang des Abenlandes [تراجع الغرب] "هو لم يعط الغرب أكثر من 50 عاما من الحيوية المستمرة بعد الوقت الذي كتب فيه الكتاب … حسنًا، مر أكثر من 50 عاما، وأنا لا أعتقد أن الغرب تراجع بكل بساطة. لقد كان مخطئا في ظنه بأنها كانت النهاية". ."

## قسم العلاقات الاجتماعية في جامعة هارفارد 1946م
في جامعة هارفارد كان لبارسونز دور فعال في تأسيس قسم العلاقات الاجتماعية وهو مشروع متعدد التخصصات بين علم الاجتماع والأنثروبولوجيا (علم الإنسان) وعلم النفس. تم إنشاء القسم الجديد رسمياً في يناير من العام 1946م وكان تالكوت بارسونز رئيساً له ويشاركه شخصيات بارزة يمثلون أعضاء هيئة التدريس مثل صامويل ستوفر، وكلايد كلاكون، وهنري موراي، وجوردن ألبورت، وقد تم أخذ موعد لمقابلة هارتشون لكي ينضم لهم ولكنه وصل لنهاية دموية عندما قُتل في ألمانيا من قبل مسلح مجهول بينما كان يقود سيارته على الطريق السريع، فأخذ المنصب مكانه جورج هومان. القسم الجديد كان مدعوماً بفكرة بارسونز من أجل خلق قاعدة نظرية ومؤسسية للعلم الاجتماعي الموحد وخلال هذه الفترة أيضاً أصبح بارسونز مهتماً بشده بنظرية النظم وعلم التحكم الآلي (علم الضبط والتوجيه) وبدأ يتبنى أفكارهم ومفاهيمهم الأساسية في مجال العلوم الاجتماعية وبخاصة أعمال نوربرت فاينر (1894-1964) الذي شد انتباهه.
بعض الطلاب الذين التحقوا بقسم العلاقات الاجتماعية في السنوات التي تلت الحرب العالمية الثانية هم: ديفيد ابيرلي، غاردنر لينزي، هارولد جارفينكل، بينتون جونسون، ماريان جونسون، كاسبار نيجل، جيمس أولدز، ألبرت كوهين، نورمان بيرنبوم، جاكسون توبي، روبيرت بيلاه، جوزيف كال، جوزيف بيرغر، موريس زيلدتش، رينيه فوكس، توم أوديا، عزرا فوغل، كليفورد غيرتز، جوزيف إيلدر، ثيودور مايلز، مارك فيلد وفرنسيس ساتون. رينيه فوكس التي التحقت بجامعة هارفارد في عام 1949م أصبحت مقربة جداً وصديقة شخصية لعائلة بارسونز وجوزيف بيرغر الذي التحق أيضاً بجامعة هارفارد في العام 1949م بعد حصوله على درجة البكالوريوس من كلية بروكلين أصبح مساعدًا باحثًا لبارسونز في العام 1952-1953م وشارك في مشروعات بارسونز البحثية مع روبيرت بيلز
وفقاً لحسابات بارسونز الخاصة كان خلال محادثاته مع إلتون مايو (1880-1949م) قد أدرك أنه من الضروري بالنسبة له أن يلقي نظرة جادة على أعمال فرويد، وفي خريف عام 1938م بدأ بارسونز بتقديم سلسلة من الدورات المجانية المسائية عن سيغموند فرويد وبمرور الوقت طور اهتمامه الشديد في التحليل النفسي وتطوع للمشاركة في التدريب غير العلاجي في معهد بوسطن للتحليل النفسي عندما بدأ بالتحليل التعليمي مع الدكتورة غريت بيبرينج في سبتمبر 1946م وانعكست نظرته حول التحليل النفسي بشكل كبير على أعماله التالية خصوصاً في النظام الاجتماعي وفي كتاباته العامة حول القضايا النفسية وعلى نظرية التنشئة الاجتماعية وامتد هذا التأثير أيضاً وبشكل واضح في تحاليله التجريبية عن الفاشية خلال الحرب وبجانب أعمال فرويد شد انتباه بارسونز أيضاً دراسة فولفغانغ كولر لعقلية القردة وأفكار كورت كوفكا عن علم النفس الغشتالتي (دراسة الإدراك والسلوك أو علم النفس الشكلي).

## النظام الاجتماعي ونظرية عامة نحو العمل
خلال أواخر أربعينيات القرن العشرين وبداية خمسينياته عمل بارسونز باجتهاد في إنتاج بعض التصريحات النظرية الكبرى. في عام 1951 نشر بارسونز عملين عن النظرية الرئيسية، في النظام الاجتماعي  ونظريته العامة نحو العمل. والعمل الأخير الذي تم تأليفه معها من قِبل إدوارد تولمان، إدوارد شيلز وعدة أشخاص آخرين، وكانت النتيجة ما يسمى ندوة كارنيجي، التي جرت في الفترة من سبتمبر 1949 ويناير 1950. عند بارسونز النظام الاجتماعي يمثل أول محاولة كبرى لتقديم ملخصه الأساسي للنظرية العامة للمجتمع، حيث إن هيكل العمل الاجتماعي (1937) يمكنه توثيق هذا العمل، حيث ناقش المبادئ المنهجية والفوقية الأساسية لمثل هذه النظرية. حاولت الأنظمة الاجتماعية تقديم نظرية النظام الاجتماعي العام كبناء منهجي، وبالتالي ظهرت فكرة وضع التفاعل على أساس الحاجة، وتسهيل التصرفات من خلال المفاهيم الأساسية من التوجه المعرفي، والتركيز الفكري والتقييم. وعلى نفس المنوال أصبح العمل أيضا معروفًا للمكان، حيث قدم له بارسونز متغيرات النمط الشهير، الذي يمثل في واقع الخيارات الموزعة على طول جيمينشافت مقابل غزلشافت المحور. ومع ذلك، فإن كيفية تفكير بارسونز في الخطوط العريضة للنظام الاجتماعي ذهبت من خلال سلسلة من عمليات إعادة التحرير السريعة في سنوات متتابعة على الرغم من أن جوهرها الأساسي لا يزال قائمًا.
في أوائل الخمسينيات نمت إلى عقل بارسونز بشكل متدرج فكرة نموذج أجيل AGIL ووفقاً لبارسونز فإن الفكرة الأساسية لمخطط أجيل خطرت له خلال عمله مع روبرت بيلز حينما كانا عاكفين على دراسة العمليات التحفيزية في الجماعات الصغيرة. وقد نقل بارسونز هذه الفكرة معه في عمله المميز الذي شارك في كتابته مع تلميذه نيل سميلسر الذي نشر عام 1956 بعنوان «الاقتصاد والمجتمع». حيث تم عرض النموذج الأولي لمخطط أجيل. أعاد مخطط أجيل تنظيم المفاهيم الأساسية للمتغيرات النمطية بشكل جديد وعرض الحل من خلال منهج نظام نظري باستخدام فكرة التسلسل القيادي المعرفي كمبدأ مُنظم. كان الإبداع الحقيقي في نموذج أجيل هو استحداث مفهوم «وظيفة الكمون (الاستمرارية)» أو وظيفة صيانة (الحفاظ على) النمطية التي أصبحت المفتاح الرئيس لمبدأ التسلسل القيادي المعرفي بشكل عام.
خلال هذا التطور النظري أظهر بارسونز اهتماما راسخاً بالرمزية symbolism، وتعتبر مقالة بارسونز "نظرية الرمزية في علاقتها بالسلوك" دليلاً واضحًا لذلك الاهتمام. ." كان الحافز لكتابة تلك المقالة هو سلسلة المناقشات غير الرسمية التي دارت في لقاءات جماعية أجراها بارسونز وعديد من الزملاء الآخرين مع الفيلسوف وأستاذ علم الإشارات والرموز والأدلة (السيميائيات) تشارلز موريسCharles W. Morris في ربيع عام 1951. . أن انشغال بارسونز بالرمزية يجرى جنباً إلى جنب مع اهتمامه بنظرية فرويد، وتعتبر ورقته "الأنا العليا ونظرية الأنظمة الاجتماعية" التي كتبها في مايو 1951 لتقديمها في اجتماع الجمعية الأمريكية للطب النفسي، هذه الورقة ليست دلالة على تفسيره الخاص لفرويد فقط بل تمثل محاولة بارسونز استخدام نموذج الرمزية الخاص بفرويد كطريقة لبناء نظرية النظام الاجتماعي وأخيراً كطريقة لتنسيق التسلسل القيادي المعرفي لنظام أجيل ووضعه في حدود نظام التمييز الرمزي. شملت نقاشات بارسونز المتعلقة بسيجموند فرويد طبقات عديدة للنقد، أظهرت أن استخدامه لمنهج فرويد كان انتقائياً أكثر منه اتباعًا حرفيًا خصوصًا أنه سلط الضوء في نقده لفرويد على أنه قدم "فاصلاً غير حقيقي بين الأنا والأنا العليا".

## الاشتراك في نظرية النظام بداية عام 1950
منذ وقت مبكر كان بارسونز مشاركاً في «نظرية النظام» ومنذ وقت مبكر كان بارسونز مغرماً بكتابات والتر ب. كانون ومفهومه التوازن النسبي ، كما كان مغرماً أيضا بكتابات العالم الفرنسي الفسيولوجي كلود برنارد . وكان تعاقده مع إل جى هندرسون حافزاً لاهتمامه بنظرية النظام. أطلق بارسونز مفهوم «نظام» على مفهوم أساسي لا غنى عنه في بناء نماذج نظرية للعلوم الاجتماعية . بين عامي 1952 و1957 شارك بارسونز في اجتماعات مستمرة عن نظرية النظام تحت رئاسة د. روي جرينكر في شيكاغو، أثناء تلك الاجتماعات التقى بارسونز العديد من المفكرين البارزين في ذلك الوقت، وقد تأثر تحديداً بأفكار عالم اجتماع الحشرات البيولوجي ألفريد إيمرسون خصوصًا فكرة إيمرسون التي قبلها مكرهاً وهي في العالم الثقافي الاجتماعي المعادل الوظيفي للجين هو الرمز. شارك بارسونز أيضاً في مؤتمرين من مؤتمرات ماسي الشهيرة عن نظرية النظام (وعن موضوعات تصنف اليوم كعلم معرفي) التي كانت تعقد في نيويورك خلال الفترة من 1946-1953 وكان يحضرها علماء مثل جون نيومان.
قرأ بارسونز بتوسع نظرية النظام في ذلك الحين وبخاصة بعض من أعمال نوربيرت وينر ووليام روس آشبي الذي كان جزءًا أصيلاً من المشاركين في مؤتمرات ماسي وتقريباً في نفس الوقت استفاد بارسونز من المحادثات مع العالم السياسي كارل دويتش عن مفهوم نظرية النظام. ففي أحد المؤتمرات وتحديدًا المؤتمر الرابع الذي كان عن مشكلات الإدراك وعقد في مارس 1953 في برينستون تحت رعاية مؤسسة ماسي، كان على بارسونز أن يستعرض موضوع الإدراك والعمليات الرمزية ويبدأ في محادثات جماعية مكثفة شملت محادثات متبادلة مع عالم الطب النفسي للأطفال جين بياجيت . كان من ضمن المشاركين في المؤتمر ماري أي بي برايزر وفريدا فوم ريشمان وناثانيل كلايتمان ومارجريت ميد وجريجوري زيلبورج، وخلال المؤتمر شرع بارسونز في الدفاع عن فرضية أن الإدراك يعد عملاً اجتماعياً بشكل أساسي وليس في المقام الأول عملاً بيولوجياً، وخلال المؤتمر انتقد بارسونز جين بياجيت لأنه لم يفصل بصورة كافية العوامل الثقافية عن المفهوم النفسي للطاقة.

## الفترة المكارثية
في الفترة المكارثية، 1 أبريل 1952، تلقى إدغار هوفر رسالة شخصية تتضمن تقريرا عن الأنشطة الشيوعية في جامعة هارفارد. خلال مقابلة أجريت معه في وقت لاحق ادعى المراسل "أن الأستاذ تالكوت بارسونز ربما كان زعيم جماعة داخلية" متعاطفة مع الشيوعية في جامعة هارفارد. وأفاد المراسل أن الإدارة القديمة تحت سوروكين كانت محافظة وتتألف من "أمريكيين مخلصين ذوي أخلاق حميدة" إلا أن إدارة العلاقات الاجتماعية الجديدة قد تحولت إلى مكان يساري حاسم نتيجة لتلاعب بارسونز ومكائده. وبناء على هذه الأدلة، منح مكتب التحقيقات الفيدرالية في بوسطن هوفر الإذن للشروع في التحقيق الأمني في 27 أكتوبر 1952. في شباط عام 1954، كتب صموئيل زميل بارسونز رسالة لبارسونز، الذي كان موجودًا في إنجلترا وأبلغه بأنه تم رفض الوصول إلى الوثائق السرية، وكان جزءًا من السبب المعلن أن "ستوفر" عرف الشيوعيون، بما في ذلك تالكوت بارسونز "الذي كان عضوا في الحزب الشيوعي
كتب بارسونز مباشرة شهادة محلفة في الدفاع عن ستوفر، حيث قام أيضا بالدفاع عن نفسه ضد التهم الموجهة إليه. في الشهادة الخطية، كتب بارسونز «هذا الإدعاء مناف للعقل بشدة للحد الذي يجعلني لا أفهم كيف لأي رجل عاقل أن يستنتج ويدّعي بأني عضو في الحزب الشيوعي حالياً أو في أي وقت مضى.». في رسالة شخصية إلى ستوفر، كتب بارسونز إليه «سوف أحارب من أجلك ضد هذا الشر بكل ما أملك: أنا معك فيها حتى الموت.» لم يتمكن بارسونز، بسبب التهم الموجهة إليه، من أن يشارك في قمة اليونيسكو ولم يبرأ من تلك التهم حتى عام 1955.
واصل بارسونز في أواخر الثلاثينيات إظهار اهتمام كبير في علم النفس والتحليل النفسي. وفي العام الدراسي 1955-1956، درّس في حلقة دراسية بجمعية بوسطن للتحليل النفسي، وفي معهد "علم الاجتماع والتحليل النفسي". في عام 1956، نشر بارسونز عملاً رئيسياً بعنوان الأسرة، التنشئة الاجتماعية وعملية تفاعل الفرد مع من حوله. وكشف فيه عن ارتباط علم النفس (أو التحليل النفسي) في نظريات التحفيز والتنشئة الاجتماعية، وكذلك في مسألة القرابة التي أنشأت لبارسونز المحور الأساسي لهذا النظام الفرعي الذي أطلق عليه لاحقاً "الدائرة الاجتماعية". كان يحوي هذا العمل مقالات كتبها بارسونز وحده وكذلك مقالات كتبها بالتعاون مع روبرت إف بايلز، وجيمس أولدز، وموريس زيلديتش، وجي أر، وكذلك فيليب إيه سلاتر. وشمل العمل نظرية للشخصية، بالإضافة إلى الدراسات حول دور المفاضلة بين الشخصيات. بالإضافة إلى ذلك، ضمّ بارسونز على الأرجح أقوى المحفزات الفكرية في تلك الفترة، حيث أخذ المعلومات ذاتها من جيمس أولدز وهو عالم باحث متخصص في الدماغ، وقد كان واحداً من مؤسسي كتاب "علم الأعصاب وأولدز" منذ عام 1955، ويتعلّق بمسألة التعلّم والتحفيز ومدى قوة تأثرها من حواراته مع بارسونز. ."
وضع بارسونز بعض الأفكار الموجودة في الكتاب بطريقة فكرية بارعة حيث سردها بشكل غير رسمي باسم «مجموعة العمل»، والتي رتّبها بطريقة معينة حيث تضمّنت جزءًا لكل من جوزيف بيرجر، وويليام كوديل، وفرانك إيه جونز، وكاسبر دي نايجل، وثيودور إم ميلز، وأيضاً بينجت جي رندبلاد. بالإضافة إلى ذلك، وضع البروفسور ألبرت جيه ريس من جامعة فاندربيلت تعليقه الانتقادي. خلال أواسط الخمسينيات، كان لبارسونز نقاشات شاملة مع أولدز حول البنية التحفيزية لمشكلات الاضطرابات الجسدية الناشئة عن اعتلال عقلي، وكان مفهوم بارسونز عنها آنذاك متأثرًا بشدة بقراءات فرانز أليكساندر -وهو محلل نفسي يعمل ضمن معهد برلين للتحليل النفسي كرائد للدواء الذي يستخدم في علاج مشكلات الاضطرابات الجسدية الناشئة عن اعتلال عقلي- ومحادثاته المباشرة معه، وروي جرينكر، وجون سبيج.
في عام 1955 كان فرانكواس بوريكاد يستعد لقراءة جزء من كتابات بارسونز للحضور الفرنسي، وكان بارسونز -الذي كتب تقديمًا لكتاب بعنوان «القارئ الفرنسي»- قد راجع مقدمة بوريكاد بدقة. وأصرَّ بارسونز في مراسلاته مع بوريكاد أنه لم يتعامل مع القيم وحدها فضلاً عن كونها «النقطة المرجعية التجريبية الأساسية» لنظام العمل، حيث إن عوامل أخرى كثيرة كانت مرتبطة بالنمط التاريخي الحالي لوضع العمل.

## مركز الدراسات العليا في العلوم السلوكية 1957- 1958
قضى بارسونز سنة 1957-1958 في مركز الدراسات العليا للعلوم السلوكية في بالو ألتو في كاليفورنيا حيث التقى لأول مرة في حياته كينيث بورك الذي ترك مزاجه سريع الاهتياج والقابل للانفجار انطباعًا كبيرًا عند بارسونز. وبعد ذلك أصبح الاثنان صديقين مقربين، وأوضح بارسونز في رسالة بخصوص انطباعه عن بورك: «الأمر المهم بالنسبة لي هو أن بورك ساعدني أكثر من أي شخص آخر في سد الفجوة الكبيرة في اهتماماتي النظرية في مجال تحليل الرمزية التعبيرية.»
التقى بارسونز عالِمًا آخر أثناء دراسته في مركز الدراسات المتقدمة في العلوم السلوكية بمدينة بالو ألتو اسمه ألفريد كروبر الذي كان في ذلك الوقت عميداً لعلماء الأنثروبولوجيا الأمريكيين، وقد نال كروبر درجة الدكتوراه من جامعة كولومبيا وكان يعمل على دراسة هنود الأراباهو وحينها كان عمره تقريباً 81 سنة عندما التقاه بارسونز، أما بارسونز فكان يبدي إعجاباً كبيراً بكروبر وقد أطلق عليه لقب "رجل الدولة المسن المفضل لدي" وبينما كانا في مدينة بالو ألتو اقترح كروبر على بارسونز بأن يكتبا معاً بياناً مشتركاً غايته إيضاح أوجه الاختلاف بين الأنساق أو المناهج الثقافية والاجتماعية، وهو الذي كان في تلك الأيام موضوعًا جدليًا لا ينتهي. وفي أكتوبر عام 1958م أصدر بارسونز وكروبر بيانهم المشترك في مقال قصير كان له تأثير بالغ ." حيث أعلنا فيه أنه من المهم الإبقاء على الفرق الواضح بين المفهومين تجنباً للمنهجية التي من الممكن أن تجعل من أحدهما أقل من الآخر.

## مناقشة كتابات بارسونز في أواخر الخمسينيات
خلال العام الدراسي 1955-1956م قامت مجموعة من أعضاء هيئة التدريس في جامعة كورنيل بعقد لقاءات منتظمة ناقشوا فيها كتابات بارسونز، وفي العام الدراسي التالي حضرت سبع مجموعات على نطاق واسع ندوات عامة بلغت ذروتها في الجلسة التي أجاب فيها بارسونز بنفسه على منتقديه وقد تم تلخيص المناقشات في هذه الندوات وكتابتها في نشرات ملحقة حررها ماكس بلاك بعنوان: النظريات الاجتماعية لتالكوت بارسونز وهي عبارة عن دراسة نقدية تضمنت مقالة لبارسونز تسمى «وجهة نظر المؤلف» حيث ساهم عدد من العلماء في التأليف وهم: إدوارد ديفرو، روبين ويل
...

## روابط خارجية
- تالكوت بارسونز على موقع الموسوعة البريطانية (الإنجليزية)
- تالكوت بارسونز على موقع إن إن دي بي (الإنجليزية)